# Юдеоболшевизъм
Юдеоболшевизмът е антисемитска конспиративна теория, според която болшевизмът в Русия и развилите се впоследствие комунистически движения в други страни са резултат от еврейски заговор.
Теорията възниква по време на Руската гражданска война и се позовава на присъствието на голям брой евреи, най-вече Лев Троцки, във висшето ръководство на болшевишката партия. През следващите години юдеоболшевишката теория се използва широко от антисемитската пропаганда в Полша и Германия.